# Amadeus-Verleihung 2004
Die 5. Verleihung des Amadeus Austrian Music Award fand am 28. April 2004 im ORF-Zentrum Küniglberg in Wien statt. Die Sendung war live im Internet und am folgenden Tag als Aufzeichnung ab 21:55 in ORF 1 zu sehen. Moderiert wurde die Show von Ö3-Moderator Andi Knoll. Musikalische Auftritte hatten die Ausseer Hardbradler, Buddy, die Corrs, Rainhard Fendrich, I-Wolf, Nena, Christina Stürmer, Wir sind Helden und Zucchero. Als Laudatoren waren Persönlichkeiten wie Xavier Naidoo, Elke Winkens, Renate Götschl, Harold Faltermeyer, Hubertus Hohenlohe, Matt Schuh, die Ö3 Comedy Hirten und Projekt X bei der Preisverleihung dabei.

## Nominierung und Wahl
Nominiert werden konnten Musiker und Bands bzw. deren Veröffentlichungen, die im Zeitraum von 1. Jänner bis 31. Dezember 2003 auf den Markt kamen bzw. mindestens einen Live-Auftritt hatten. Voraussetzung war, dass die Künstler ihren Lebensmittelpunkt in Österreich haben oder österreichische Staatsbürger sind.

## Preisträger

### Künstlerin Pop/Rock national
Preisträgerin:
- Christina mit Freier Fall

Weitere Nominierte:
- Degreese mit You’re the One That I Want
- Tamee Harrison mit Everytime We Touch
- Niddl mit Perfect Attitude
- Vera mit Get Ur Funk Done

### Künstler Pop/Rock national
Preisträger:
- André Heller mit Ruf und Echo

Weitere Nominierte:
- Wolfgang Ambros mit Namenlos
- Ostbahn mit Vuabei is
- Michael Tschuggnall mit Michael Tschuggnall
- Boris Uran mit Ich

### Gruppe Pop/Rock national
Preisträger:
- Ausseer Hardbradler mit Cuba

Weitere Nominierte:
- EAV mit Frauenluder
- Die Seer mit Aufwind
- S.T.S. mit Herzverbunden
- Tosca mit Dehli 9

### Single Jahres national
Preisträger:
- Ab in den Süden von Buddy vs. DJ The Wave

Weitere Nominierte:
- Ich lebe von Christina
- Mama Ana Ahabak von Christina
- Tears of Happiness von Michael Tschuggnall
- Tomorrow’s Heroes von den Starmaniacs

### Newcomer des Jahres national
Preisträger:
- Christina mit Freier Fall

Weitere Nominierte:
- Buddy vs. DJ The Wave mit Ab in den Süden
- Michael Tschuggnall mit Michael Tschuggnall
- Boris Uran mit Ich
- Vera mit Get Ur Funk Done

### Single des Jahres international
Preisträger:
- Ich kenne nichts (dass so schön ist wie du) von RZA. feat. Xavier Naidoo

Weitere Nominierte:
- All the Things She Said von t.A.T.u.
- In the Shadows von The Rasmus
- Take Me Tonight von Alexander
- Where Is the Love? von den Black Eyed Peas

### Album des Jahres international
Preisträger:
- Nena – 20 Jahre von Nean feat. Nena

Weitere Nominierte:
- Come Away with Me von Norah Jones
- Life for Rent von Dido
- Live Summer 2003 von Robbie Williams
- Up! von Shania Twain

### Schlager-Album des Jahres
Preisträger:
- Machtlos von Andrea Berg

Weitere Nominierte:
- Die kleine Insel Zärtlichkeit vom Nockalm Quintett
- Herzenssache von den Kastelruther Spatzen
- Männer, Frauen, Leidenschaft von Brunner & Brunner
- Romeo & Julia von den Ursprung Buam

### Musik-DVD des Jahres
Preisträger:
- Mensch Live von Herbert Grönemeyer

Weitere Nominierte:
- Go Home – Live from Slane Castle von U2
- The Robbie Williams Show von Robbie Williams
- Up! Live in Chicago von Shania Twain
- What We Did Last Summer von Robbie Williams

### Jazz/Blues/Folk-Album national
Preisträger:
- Songs from the Southland von Hans Theessink

Weitere Nominierte:
- Art of How to Fall von Rebekka Bakken
- Bistro Live von Dobrek Bistro
- Live – Vol. 1 vom Klaus Paier Trio
- Soulmiles von der Lungau Big Band feat. Tony Momrelle

### FM4 Alternative Act des Jahres
- I-Wolf

## Besondere Auszeichnungen

### Lebenswerk
- Peter Kraus